# The Guard – Ein Ire sieht schwarz
The Guard – Ein Ire sieht schwarz (Originaltitel: The Guard) ist eine irische schwarze Komödie aus dem Jahr 2011. In den Hauptrollen sind Brendan Gleeson und Don Cheadle zu sehen. Für Drehbuch, Regie und Produktion war John Michael McDonagh verantwortlich.

## Handlung
Der unkonventionelle und nach außen hin ruppige, aber im Grunde herzensgute irische Polizist Gerry Boyle arbeitet in der Region Connemara  bei der irischen Polizei Garda und schlägt sich durch den Alltag. Bei der Aufklärung eines Mordes steht ihm der junge Polizist Aidan McBride aus Dublin zur Seite, der seinen ersten Arbeitstag in Connemara absolviert und von dem vulgären und unkonventionellen Boyle überfordert ist. Bei dem Toten handelt es sich um das Mitglied einer international agierenden Drogenschmugglerbande. Daraufhin muss Boyle gegen seinen Willen mit dem FBI-Agenten Wendell Everett zusammenarbeiten, der schon zuvor aus den Vereinigten Staaten angereist ist, um die Bande auffliegen zu lassen. Die Einwohner der irischsprachigen Gaeltacht lassen den Afroamerikaner bei seinen Ermittlungen ein ums andere Mal durch vermeintliche Sprachprobleme auflaufen. Auch Boyle hat durch diverse rassistische Bemerkungen zunächst keinen leichten Stand bei dem FBI-Agenten, den er immer wieder auf den Arm nimmt. Dessen Suche stößt bei den Iren auf eine Mauer des Schweigens. Über ein paar Gläser Bier kommen sich die beiden nicht nur menschlich näher, sondern finden auch eine neue Spur zur Bande.
Währenddessen hält McBride auf seinem Heimweg zufällig den Wagen der drei Drogenschmuggler – die Schopenhauer und Bertrand Russell zitieren und sich über den Unterschied von Sozio- und Psychopath austauschen – an und wird dabei vom Bandenmitglied Liam O’Leary erschossen. Seine Frau wendet sich um Hilfe an Boyle. Es stellt sich heraus, dass die Gangster die gesamte Polizei an der Westküste bestochen haben, bei einem Deal wegzusehen, bei dem es laut Polizeiangaben um Drogen im Wert von einer halben Milliarde US-Dollar geht. Sie versuchen Boyle mit seinen Prostituiertenbesuchen unter Druck zu setzen und ebenfalls zu bestechen, doch dieser lehnt das Geld ab. Boyle weiß nun, dass außer ihm und Everett sämtliche Kollegen und Vorgesetzten mit den Schmugglern unter einer Decke stecken. Zunächst gibt er sein Wissen nicht an Everett weiter.
Boyle besucht seine schwer krebskranke Mutter in einer Klinik, und sie verbringen einen letzten Abend gemeinsam in einer Kneipe mit Livemusik. Folgend begeht seine Mutter Suizid.
Everett wird von den bestochenen Kollegen Boyles auf eine falsche Fährte gelockt; so vermutet er, dass der große Deal in Cork über die Bühne gehen soll, und reist mit seinem Auto ab. Während die Gangster den Drogenschmuggel abschließen wollen, schicken sie O’Leary in das Haus von Boyle, um ihn zu töten und damit das letzte Sicherheitsrisiko auszuschalten. O’Leary kann Boyle austricksen, sich ins Haus schleichen und mit seiner Waffe bedrohen. Es kommt zu einem Gespräch, in dem er den Ablauf der Morde gesteht und den wirklichen Ort der Drogenübergabe enthüllt. Schließlich überrumpelt Boyle O’Leary mit einer, in seiner Unterhose versteckten, Deringer-Pistole und verwundet ihn tödlich. Die Waffe hatte er zuvor von einem Waffenfund des jungen Eugene Moloney aus dem Marschland, vermutlich der IRA, die die Waffen zurückhaben will, abgezweigt.
Boyle verständigt Everett, der ihm zunächst nicht glaubt. Boyle fährt in Paradeuniform und schwer bewaffnet zum Ort der Übergabe, wo wenig später auch Everett auftaucht. Dieser hat zuvor Verstärkung angefordert, die aber ausbleibt, wie Boyle schon vorausgesagt hatte. Es kommt zu einer Schießerei, bei der Boyle und Everett zwar angeschossen werden, es ihnen aber dennoch gelingt, alle Gangster zu erledigen. Das Schiff fängt Feuer, während sich Boyle an Bord befindet, und explodiert schließlich. Everett steht einige Tage später am Pier und sieht aufs Meer, wo er von dem kleinen Jungen Eugene und einem Fotografen angesprochen wird. Beide glauben nicht, dass Boyle tot ist, da er doch ein ehemaliger irischer Olympiaschwimmer in Seoul sei und zudem seine Leiche nicht gefunden wurde. Everett hält die Geschichte mit Boyles Olympiateilnahme – Boyle hatte ihm davon erzählt – weiterhin für ein Märchen und denkt, dass Boyle tot ist. Als er aufs Meer blickt, lächelt er jedoch.

## Synchronisation
Die deutsche Synchronfassung wurde von TV+Synchron Berlin hergestellt.
| Schauspieler         | Rolle                     | Sprecher                  |
| -------------------- | ------------------------- | ------------------------- |
| Brendan Gleeson      | Sergeant Gerry Boyle      | Roland Hemmo              |
| Don Cheadle          | FBI-Agent Wendell Everett | Dietmar Wunder            |
| Liam Cunningham      | Francis Sheehy            | Erich Räuker              |
| Mark Strong          | Clive Cornell             | Tom Vogt                  |
| Conor Moloney        | Detective                 | Sebastian Christoph Jacob |
| Rory Keenan          | Garda Aidan McBride       | Alexander Doering         |
| Gary Lydon           | Inspektor Gerry Stanton   | Kaspar Eichel             |
| David Wilmot         | Liam O’Leary              | Roman Kretschmer          |
| Sarah Greene         | Sinead Mulligan           | Josefin Hagen             |
| Dominique McElligott | Aoife O’Carroll           | Isabelle Schmidt          |

## Rezeption
Der Film erhielt sehr positive Kritiken. Auf der Website Metacritic.com wurde aus 29 Zeitungskritiken ein Metascore von 78/100 errechnet, Rotten Tomatoes gibt an, dass 95 % von 121 gesammelten Kritiken positiv sind.

„Das Augenzwinkern und die leicht parodistische Haltung zur eigenen Story ist unverkennbar, denn McDonagh macht überhaupt keinen Hehl daraus, wie gern er mit den Versatzstücken des Genres Schlitten fährt, ohne dabei dem – bei aller Albernheit stets vorhandenen – Plot den Wind aus den Segeln zu nehmen. Wie sein Bruder vor ihm, beweist auch er ein Gespür für Timing und ein gesundes Maß an Komik, das die Story auflockert, ohne ihr die Schwere zu nehmen. Die Höhepunkte sind dabei definitiv die Wortgefechte zwischen Gleeson und Cheadle.“

„Es ist nicht der Plot oder das Genre, mit dem The Guard besticht. Der Film brilliert durch seine nahezu perfekten Dialoge und die wunderbar verschrobenen und ambivalenten Charaktere. The Guard singt das Hohe Lied auf unterschätzte Eigenschaften: Renitenz, schlechte Laune, Dickköpfigkeit und Freude (auch an unvernünftigem Vergnügen) – in Irland offenbar Tugenden. Dabei spielt das schön anzusehende Land eher eine Nebenrolle. Es geht vielmehr um das Wesen der Provinz und diese Provinz bringt angenehm eigenartige Menschen hervor.“

„In ‚The Guard‘ zeichnet der in London geborene Filmemacher McDonagh ein zutiefst düsteres Irlandbild: Beinahe jeder hier ist ein Säufer, Sodomist, Terrorist oder Waffenfreak. Oder, wie Boyle, ein Rassist. […] Gleichzeitig steht der Film als Buddy-Movie in der Tradition von Cop-Filmen wie ‚Lethal Weapon‘. Doch wo Hollywood den finalen Schulterschluss zwischen den Protagonisten suchen würde, bleiben die Figuren in ‚The Guard‘ auf Distanz. Und so ist ein reservierter Händedruck zum Abschied das Maximum an Nähe, zu dem sich Boyle und Wendell schlussendlich durchringen können.“

„Politisch inkorrekt und mit einem grandiosen Gespür für Timing und Pointen, gelingt eine stimmig-ruppige, höchst unterhaltsame Krimi-Posse aus dem kauzigen irischen Westen.“

Aufnahme durch Zuschauer
Auch von den Zuschauern wurde der Film überwiegend positiv aufgenommen. So bewerten bei der Internet Movie Database etwa 30.000 Nutzer den Film mit durchschnittlich 7,3/10 Punkten. Auf Rotten Tomatoes bewerteten 81 % von über 21.000 Nutzern den Film positiv.
An der Kinokasse schlug sich der etwa sechs Millionen US-Dollar teure Film ebenfalls gut. Mit Einspielergebnissen von 17,65 Millionen US-Dollar wurde der Film zum erfolgreichsten irischen Independentfilm aller Zeiten.
Nominierungen und Preise
Der Film wurde für mehrere Preise nominiert, darunter für einen Golden Globe Award, drei British Independent Film Awards und einen BAFTA Film Award. Besonders bedacht wurde hierbei der Hauptdarsteller Brendan Gleeson und John Michael McDonagh, vor allem für sein Drehbuch. Gewonnen hat der Film in vier Kategorien beim Dinard British Film Festival, als bester Debüt-Film bei der Berlinale, den Publikumspreis beim Sarajevo Film Festival und den Satellite Award für den besten Schnitt.

## Trivia
Boyle behauptet gegenüber Everett, er habe bei den olympischen Spielen 1988 den vierten Platz im 1500 m Freistil-Schwimmen belegt, hinter dem sowjetischen Schwimmer Salnikow und den beiden Deutschen Pfeiffer (BRD) und Daßler (DDR). Er sieht sich hier als Matthew Cetlinski, der für die USA den vierten Platz belegte.